# Torbjørn C. Pedersen
Torbjørn C. "Thor" Pedersen (nascido em 19 de dezembro de 1978) é um viajante e aventureiro dinamarquês, que é conhecido pelo seu projeto: Once Upon a Saga, uma jornada para visitar todos os países do mundo sem recorrer a quaisquer viagens aéreas. O projeto iniciou-se à mais de seis anos, estendendo-se até a data de redação deste artigo. Pedersen já foi a 194 dos 203 países que planeia visitar.

## Biografia
Torbjørn Cederlöf Pedersen nasceu em Kerteminde, Dinamarca, filho de Torben Pedersen (dinamarquês) e Ylva Cederlöf (finlandesa). No entanto, a família mudou-se para Vancouver, Canadá, de seguida para Toronto, Canadá e por fim para Nova Jersey, EUA, durante um período de seis anos, antes de retornarem novamente à Dinamarca em 1984. Lá passou sua infância, crescendo em Kerteminde e Bryrup antes de ingressar na faculdade de economia em Silkeborg Handelsskole, Silkeborg. Pedersen formou-se na área do comércio em 1998 e foi convocado para as forças armadas no final do mesmo ano, servindo como guarda real em palácios por toda a Dinamarca. Mais tarde, durante meio ano, ele desempenhou as funções de soldado da ONU na Eritreia e na Etiópia. Devido à sua formação em transporte e logística, Pedersen trabalhou vários anos no estrangeiro em diversos países, tais como Líbia, Bangladesh, Cazaquistão, Azerbaijão, Estados Unidos, entre outros. Nas suas viagens internacionais, ele auto-denomina-se por Thor, uma alcunha baseada no seu nome.

## Once Upon a Saga
Em 2013, Pedersen começou a planear um projeto que tem como objetivo visitar todos os países do mundo, permanecendo um mínimo de 24h em cada um deles, em uma única jornada ininterrupta, sem o uso de transporte aéreo.. Graham Hughes detém atualmente o recorde mundial da visita mais rápida a todos os países com recurso apenas a transporte terrestre ou marítimo, de acordo com o Guinness World Records, no entanto, foi autorizado a voar para a sua residência na Grã-Bretanha duas vezes durante sua jornada, desde que ele retornasse ao mesmo aeroporto de onde partiu para a prosseguir. Visitar todos os países do mundo, em uma única jornada, sem a utilização de qualquer voo, é um feito inédito.
No dia 10 de outubro de 2013, às 10h10, o projeto Once Upon a Saga começou em Dybbøl Mølle, no sul da Dinamarca. Seguidamente, Pedersen atravessou a Alemanha de comboio. Em janeiro de 2020, alcançou 193 dos 203 países pretendidos  nos seis continentes habitados, sem voltar para casa.
Ele prevê concluir o projeto e retornar à Dinamarca novamente em 2020, sendo que esta viagem também será feita sem transporte aéreo, depois de visitar o último país previsto, as Maldivas, em outubro de 2020.
A longa jornada ganhou cobertura dos media em mais de 100 países até agora.
 Publicações notáveis que cobriram a missão de Pedersen entre 2013 e 2020 incluem a VICE, BBC, Lonely Planet, National Geographic, Forbes, Al Jazeera, The Guardian, News.com.au, The National e ABC.

## Cruz Vermelha e Crescente Vermelho
Pedersen ostenta um cargo na Emergency Response Unit (ERU) da Cruz Vermelha . Ele participou em vários treinos desta unidade, até que se tornou um delegado de logística e, no final do período de 10 meses de planeamento do projeto, a Cruz Vermelha Dinamarquesa nomeou-o Embaixador da Boa Vontade.
Ele exerce os seguintes cargos em diversas missões pertencentes ao Movimento Internacional da Cruz Vermelha e do Crescente Vermelho:
- Embaixador da Boa Vontade da Sociedade da Cruz Vermelha Dinamarquesa
- Membro vitalício da Sociedade da Cruz Vermelha das Bahamas
- Membro vitalício da Sociedade da Cruz Vermelha do Quénia
- Membro honorário da Sociedade da Cruz Vermelha de Seychelles
- Embaixador humanitário da Sociedade do Crescente Vermelho Sudanês